# فهرست میراث جهانی در کاستاریکا
میراث جهانی در کاستاریکا تا ژانویه ۲۰۲۵ شامل ۴ اثر در این کشور است. کاستاریکا همچنین دارای یک سایت دیگر در فهرست آزمایشی است. اولین مکان ثبت شده در کاستاریکا پارک جهانی لا امیستاد، در سال ۱۹۸۳ بود. کشور کاستاریکا در تاریخ ۲۳ اوت ۱۹۷۷ پیمان را پذیرفت، و این امر باعث شد سایت‌های آن واجد شرایط قرارگیری در فهرست شوند.
سایت‌های میراث جهانی سازمان آموزشی، علمی و فرهنگی سازمان ملل متحد، یونسکو مکان‌هایی هستند که دارای اهمیت فرهنگی یا طبیعی هستند، همان‌طور که در پیمان‌نامه میراث جهانی، که در سال ۱۹۷۲ تأسیس شده، شرح داده شده است. میراث فرهنگی شامل بناهای تاریخی مانند آثار معماری، مجسمه‌ها، کتیبه‌ها، مجموعه‌های ساختمانی و محوطه‌های باستانی است. از سوی دیگر، میراث طبیعی به ویژگی‌های فیزیکی و زیستی، شکل‌های زمین‌شناسی و زیستگاه گونه‌های در خطر انقراض حیوانات و گیاهان اطلاق می‌شود. همچنین مکان‌هایی که از نظر علمی، حفاظتی یا زیبایی طبیعی اهمیت دارند، جزو میراث طبیعی به‌شمار می‌روند. کاستاریکا این کنوانسیون را در ۲۳ اوت ۱۹۷۷ تصویب کرد.
در سال ۱۹۹۰، این مکان گسترش یافت تا شامل مکان‌های موجود در پاناما شود. جدیدترین مکان ثبت شده، محوطه‌های رئیس‌نشینی پیش کلمبیایی با کره‌های سنگی دیکیس، در سال ۲۰۱۴ بود. این تنها مکان فرهنگی در کاستاریکا است،

## میراث جهانی
یونسکو سایت‌ها را تحت ده معیار فهرست می‌کند؛ هر ورودی باید حداقل یکی از معیارها را برآورده کند. معیارهای i تا vi فرهنگی هستند و معیارهای vii تا x طبیعی.
| # | نگاره                                      | نام                                        | موقعیت               | سال  | ش ثبتمعیارها          | شرح | م           |
| ۱ | منظره جنگل بارانی استوایی                  | پارک جهانی لا امیستاد                      | پونتارناس            | ۱۹۸۳ | ۲۰۵(vii)(viii)(ix)(x) | با قرارگیری در نقطه تلاقی بین فلورای شمال و جنوب آمریکا، این منطقه دارای تنوع زیستی فراوانی است، با حدود ۱۰٬۰۰۰ گیاه گلدار، بیش از ۲۰۰ گونه پستاندار، حدود ۶۰۰ گونه پرنده، و ۲۵۰ گونه خزنده و دوزیست. اکثر زمین‌ها پوشیده از جنگل‌های بارانی استوایی هستند، اما همچنین چندین کوه نیز وجود دارند که بالاتر از ۳۰۰۰ متر می‌رسند. فعالیت‌های یخبندان در دوران آخرین عصر یخبندان منظره را با ایجادسیرک یخچالی، دره‌ها، و دریاچه‌های یخبندان شکل داد. بخش کاستاریکایی این سایت ابتدا به‌طور مستقل در سال ۱۹۸۳ فهرست‌بندی شد و بخش پانامایی آن در سال ۱۹۹۰ اضافه شد. | [ ۵ ] [ ۶ ] |
| ۲ | منظره جنگل بارانی و ساحل                   | جزیره کوکوس پارک ملی                       | پونتارناس            | ۱۹۹۷ | ۸۲۰(ix)(x)            | این جزیره، حدود ۵۵۰ کیلومتر از سرزمین اصلی فاصله دارد، در نقطه تلاقی پادجریان استوایی و جریان‌های دیگر قرار گرفته است. این جزیره تنها جنگل بارانی استوایی را بر یک جزیره اقیانوسی در شرق اقیانوس آرام پشتیبانی می‌کند و خانه‌ای برای چندین گونه بومی، از جمله سه گونه پرنده و دو گونه خزنده است. دریای اطراف اهمیت حیاتی برای گونه‌های بزرگ پلاجیک دارد، مانند کوسه ابریشمی، کوسه لیمویی، کوسه سرچکشی، کوسه نهنگی، سفره‌ماهی غول‌پیکر اقیانوسی، و نیزه‌ماهی آبی‌رنگ هندوآرام. جزایر کوچکی در منطقه به عنوان ایستگاه‌های تمیز کردن خدمت می‌کنند، جایی که این گونه‌ها استراحت می‌کنند تا انگل‌هایشان توسط ماهی‌های تخصصی حذف شود. در سال ۲۰۰۲ یک تغییر مرز عمده صورت گرفت. | [ ۷ ]       |
| ۳ | منظره چمنزار با یک قله آتشفشانی در پس‌زمینه | منطقه حفاظت‌شده گواناکاسته                  | گواناکاسته، آلاخوئلا | ۱۹۹۹ | ۹۲۸(ix)(x)            | از ساحل اقیانوس آرام تا آتشفشان رینکون ده لا ویخا، یک رشته‌کوه با بلندترین قله‌ای به ارتفاع ۱۹۱۶ متر (در تصویر)، به پایین‌زمین‌های سمت کارائیب، منطقه شامل زیستگاه‌های متعددی است. بخش‌های مهمی از جنگل‌های خشک استوایی در کنار زمین‌های مرطوب، سواحل، جنگل‌های بلوط و ساواناها وجود دارد. این منطقه به طرز چشمگیری غنی از تنوع زیستی است، با ده‌ها هزار گونه حشره، علاوه بر پستانداران بزرگ مانند تاپیر بیرد، جگوار، مارگای، و پلنگچه. بیش از ۵۰۰ گونه پرنده وجود دارد، از جمله مرغ مگس حرا و مکائوی سبز بزرگ که در خطر انقراض هستند. در سال ۲۰۰۴ یک تغییر مرز عمده در محل سایت صورت گرفت.                                                                          | [ ۸ ]       |
| ۴ | مردمی که به کره‌های سنگی بزرگ نگاه می‌کنند   | سکونت‌گاه‌های پیشاکلمبی با کره‌های سنگی دی‌کیس | پونتارناس            | ۲۰۱۴ | ۱۴۵۳(iii)             | فرهنگ پیشاکلمبی دیکیس از ۵۰۰ تا ۱۵۰۰ میلادی در دلتا رودخانه تیرابا وجود داشت. سایت میراث جهانی شامل چهار سایت باستان‌شناسی با باقی‌مانده‌های مادی از این فرهنگ است. آن‌ها شامل تپه‌های مصنوعی، مکان‌های دفن، مناطق سنگفرش و به ویژه کره‌های سنگی بزرگ هستند. برخی از کره‌ها بیش از ۲٫۵ متر قطر دارند. این سایت‌ها به دلیل لایه‌های ضخیم رسوباتی که پس از پراکندگی مردم دی‌کیس آن‌ها را پوشانده‌اند، از غارت در امان ماندند. | [ ۹ ]       |

## فهرست آزمایشی
علاوه بر سایت‌هایی که در فهرست میراث جهانی ثبت شده‌اند، کشورهای عضو می‌توانند فهرستی از سایت‌های آزمایشی نگهداری کنند که ممکن است برای نامزدی در نظر گرفته شوند. نامزدی‌ها برای فهرست میراث جهانی فقط در صورتی پذیرفته می‌شود که سایت قبلاً در فهرست آزمایشی قرار گرفته باشد.
کاستاریکا یک سایت در فهرست آزمایشی خود دارد.
| # | نگاره | نام                                 | موقعیت    | سال  | ش ثبتمعیارها | شرح                                                                                    | م      |
| ۱ |       | پارک ملی کورکووادو و جزیره دل کانیو | پونتارناس | ۲۰۰۳ | ۱۷۹۵(vii)(x) | هیچ توضیحی در مستندات نامزدی ارائه نشده است. پارک ملی کورکووادو در تصویر مشاهده می‌شود. | [ ۱۱ ] |